# 希維德尼察的伯納德
希維德尼察的伯納德（波蘭語：Bernard świdnicki，約1291年—1326年5月6日），希維德尼察公爵、津比采公爵，波爾科一世的長子。

## 家庭
1310年，伯納德與瓦迪斯瓦夫一世的女兒庫妮根達結婚，兩人共有2子2女：
1. 波爾科二世（約1312年—1368年）
2. 康斯坦察（英语：Constance of Świdnica）（約1313年—1363年）
3. 艾爾茲別塔（英语：Elisabeth of Świdnica）（約1315年—1348年）
4. 亨里克二世（英语：Henry II, Duke of Świdnica）（約1316年—1345年）